# نولتی، میسوری
تازگی (به انگلیسی: Novelty) یک روستا (ایالات متحده آمریکا) در ایالات متحده آمریکا است که در شهرستان ناکس، میزوری واقع شده‌است.
 تازگی ۰٫۷۳ کیلومتر مربع مساحت و ۱۳۹ نفر جمعیت دارد و ۲۵۵٫۱۲ متر بالاتر از سطح دریا واقع شده‌است.